# Wikidál Gabriella
Wikidál Gabriella (Budapest, 1982. április 1. –) labdarúgó, hátvéd. Jelenleg a Pénzügyőr labdarúgója.

## Pályafutása

### Klubcsapatban
A 2001–02-es idényben három alkalommal lépett pályára a bajnoki ezüstérmes Renova csapatában. Játszott a Bp. MÁV Előre és az Angyalföldi SI együtteseiben is. 2005 óta az Újpesti TE játékosa.

## Sikerei, díjai
- Magyar bajnokság
  - bajnok: 1999–00
  - 2.: 2001–02

2012-ben a rendészeti szervek futsal világbajnokságán első helyezést ért el a magyar csapat tagjaként.